# Kawamoto
Kawamoto (川本町?) è una cittadina giapponese della prefettura di Shimane.